# Bremond
Bremond ist eine Kleinstadt im Robertson County im Bundesstaat Texas der Vereinigten Staaten. Das U.S. Census Bureau hat bei der Volkszählung 2020 eine Einwohnerzahl von 858 ermittelt.

## Geographie
Die Stadt liegt im Nordwesten des Countys, nahe der Grenze zum Falls County, an der Kreuzung der Texas State Route 14 mit den Landstraßen 46, 2413, 1373 und 2293 und liegt 17 Kilometer östlich des Brazos Rivers. Der Ort hat eine Gesamtfläche von 2,4 Quadratkilometern ohne nennenswerte Wasserfläche. Die Entfernung zu Austin im Südwesten beträgt etwa 160 Kilometer, zu Dallas im Norden etwa 185 Kilometer.

## Geschichte
Der Ort wurde 1841 auf einem Teil des Landes von John Peterson gegründet, der während der texanischen Revolution starb. Benannt wurde er nach Paul Bremond, einem aus New York stammenden Investor, Finanzier und Pionier des Eisenbahnbaus, der ab 1839 im texanischen Galveston lebte und mitverantwortlich für den Bau mehrerer Eisenbahnstrecken in Texas war, darunter der Galveston and Red River Railroad.
Am 15. Juni 1870 fuhr erstmals ein Zug in Bremond ein. Im gleichen Jahr wurden ein Postbüro, eine lokale Zeitung, der Central Texan sowie die erste Schule eröffnet. 1871 gab es mehrere Geschäfte, sechs Hotels, drei Ärzte, eine Apotheke, einen Rechtsanwalt, und die Einwohnerzahl war bereits auf 1000 gestiegen. In den 1870er Jahren kamen zahlreiche polnische Einwanderer nach Bremond, um Baumwolle anzubauen. Durch den großflächigen Anbau von Baumwolle war zu wenig Platz für kleine Farmen und bis zum Jahr 1890 war die Einwohnerzahl auf 387 gefallen.
Nachdem 1878 Francis Marion Wootan festgestellt hatte, dass das Grundwasser des Gebietes ein hohes Maß an Mineralien aufwies, gründete er in unmittelbarer Nähe von Bremond den Kurort Wootan Wells, in welchem er vier Hotels errichtete.
1916 zerstörte ein Brand Bremond, und das Feuer griff auch auf Wootan Wells über, das 1921 durch einen weiteren Brand völlig vernichtet und nicht wieder aufgebaut wurde.

## Demografische Daten
Nach der Volkszählung im Jahr 2000 lebten hier 876 Menschen. Davon wohnten 56 Personen in Sammelunterkünften, die anderen Einwohner lebten in 359 Haushalten und 230 Familien. Die Bevölkerungsdichte betrug 372 Einwohner pro Quadratkilometer. Ethnisch betrachtet setzte sich die Bevölkerung zusammen aus 82,7 Prozent weißer Bevölkerung, 14,6 Prozent Afroamerikanern, 0,2 Prozent amerikanischen Ureinwohnern, 0,2 Prozent Asiaten und 1,5 Prozent aus anderen ethnischen Gruppen; etwa 0,8 Prozent gaben gemischte Abstammung an.
Von den 359 Haushalten hatten 32 Prozent Kinder unter 18 Jahren, die im Haushalt lebten. 41 Prozent davon waren verheiratete, zusammenlebende Paare. 18 Prozent waren allein erziehende Mütter und 36 Prozent waren keine Familien. 33 Prozent aller Haushalte waren Singlehaushalte und in 20 Prozent lebten Menschen, die 65 Jahre oder älter waren. Die Durchschnittshaushaltsgröße betrug 2,28 und die durchschnittliche Größe einer Familie belief sich auf 2,88 Personen.
26,9 Prozent der Bevölkerung waren unter 18 Jahre alt, 5,6 Prozent von 18 bis 24, 23,4 Prozent von 25 bis 44, 19,3 Prozent von 45 bis 64, und 24,8 Prozent die 65 Jahre oder älter waren. Das Durchschnittsalter war 40 Jahre. Auf 100 weibliche Personen aller Altersgruppen kamen 86,4 männliche Personen. Auf 100 Frauen im Alter von 18 Jahren und darüber kamen 78,3 Männer.
Das jährliche Durchschnittseinkommen eines Haushalts betrug 27.054 US-$, das Durchschnittseinkommen einer Familie 34.028 $. Männer hatten ein Durchschnittseinkommen von 38.750 $ gegenüber den Frauen mit 21.719 $. Das Pro-Kopf-Einkommen betrug 15.325 $. Unter der Armutsgrenze lebten 19,5 Prozent der Bevölkerung.